# Egijn gol
Egijn gol (mong. Эгийн гол) – rzeka w północnej Mongolii, lewy dopływ Selengi. Liczy 475 km a powierzchnia jej dorzecza wynosi 49,1 tys. km². Bierze swój początek z jeziora Chubsuguł. Płynie przez szeroką dolinę przecinającą górzysty teren na wysokości 800–1000 m n.p.m.. Na rzece występują liczne progi. W okresach wiosennym i letnim występuje z koryta. Zamarza na 5–6 miesięcy; nieżeglowna.